# Chris Kattan

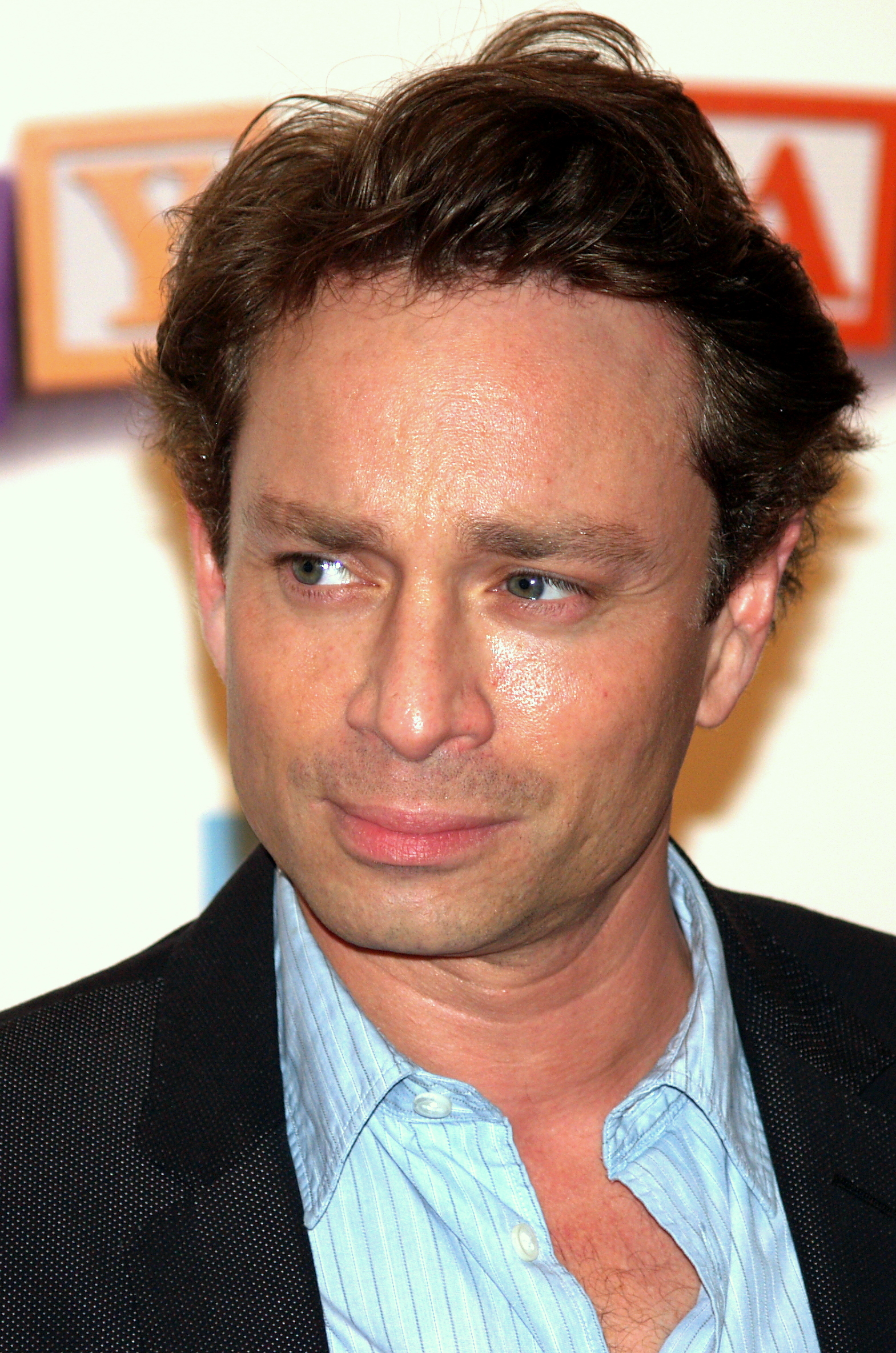
Chris Kattan (2008)

Christopher Lee „Chris“ Kattan (* 19. Oktober 1970 in Sherman Oaks, Kalifornien) ist ein US-amerikanischer Schauspieler und Comedian, bekannt aus der Fernsehsendung Saturday Night Live, in der er von 1996 bis 2003 auftrat.

## Leben
Kattan spielte im Jahr 1998 in der Filmkomödie A Night at the Roxbury seine erste Hauptrolle an der Seite von Will Ferrell. 1999 folgte eine größere Nebenrolle in Haunted Hill.  Weitere Filme, an denen er mitwirkte, sind unter anderem Mister Undercover (2001), Undercover Brother (2002), Santa’s Slay (2005), Adam & Steve (2005), Chaos unterm Weihnachtsbaum (2007) sowie Nancy Drew – Girl Detective (2007). Seit 2009 spielt er eine Nebenrolle in der Comedyserie The Middle. Im selben Jahr spielte er sich in der Miniserie Bollywood Hero selbst. Die Serie befasste sich mit den Problemen, mit denen Kattan nach seiner Karriere als Komödiendarsteller konfrontiert wurde und seinen Versuchen, eine Hauptrolle in einem Bollywood-Film zu bekommen. Am Ende der fünften Staffel der US-amerikanischen Fernsehserie How I Met Your Mother war er als Jed Mosley, einer Parodie der Hauptfigur Ted Mosby (Josh Radnor) im fiktiven Film The Wedding Bride, zu sehen.
Sein Vater war der Schauspieler Kip King.
2017 nahm Kattan bei Dancing with the Stars teil. Nach seinem Aus bei der Show merkte er an, dass er sich über 20 Jahre zuvor bei einem Stunt in der Show Saturday Night Live das Genick gebrochen hatte – es drohte sogar eine Lähmung. In der Folge wurde Kattan von Schmerzmitteln abhängig. Er offenbarte 2017 in einem People-Interview, dass zwei Tage verstrichen, ehe er sich vom Arzt untersuchen ließ.

## Filmografie (Auswahl)
- 1998: A Night at the Roxbury
- 1999: Haunted Hill
- 2001: Monkeybone
- 2001: Mister Undercover (Corky Romano)
- 2002: Undercover Brother
- 2005: Adam & Steve
- 2005: Santa’s Slay – Blutige Weihnachten (Santa’s Slay)
- 2007: Chaos unterm Weihnachtsbaum (Christmas in Wonderland)
- 2007: Nancy Drew – Girl Detective (Nancy Drew)
- 2007: Undead or Alive
- 2009: Bollywood Hero (Mini-Fernsehserie, drei Episoden)
- 2009–2012, 2014: The Middle (Fernsehserie, 56 Episoden)
- 2010, 2014: How I Met Your Mother (Fernsehserie, zwei Episoden)
- 2012: Foodfight! (Sprechrolle)
- 2012: Guns and Girls (Guns, Girls and Gambling)
- 2015: Hotel Transsilvanien 2 (Hotel Transylvania 2, Sprechrolle)
- 2015: Die lächerlichen Sechs (The Ridiculous 6)
- 2017: Sharknado 5: Global Swarming
- 2020: Guest House